# Dalbergia hortensis
Dalbergia hortensis är en ärtväxtart som beskrevs av Heringer och Al.. Dalbergia hortensis ingår i släktet Dalbergia, och familjen ärtväxter. Inga underarter finns listade i Catalogue of Life.